# Bourdons-sur-Rognon

Bourdons-sur-Rognon este o comună în departamentul Haute-Marne din nord-estul Franței. În 2009 avea o populație de 281 de locuitori.

## Evoluția populației
| An        | 1975 | 1982 | 1990 | 1999 | 2006 | 2009 |
| --------- | ---- | ---- | ---- | ---- | ---- | ---- |
| Populație | 365  | 338  | 306  | 294  | 295  | 281  |